# Wheel
Wheel var et tidsskrift om rockmusik, eller som man kaldte det dengang beatmusik, udkom kun en kort periode en gang om måneden fra første nummer i august 1968 frem til engang i 1970 med i alt 14 numre. Emner i bladet var hovedsagelig artikler om den progressive beatmusik som bl.a. Grateful Dead, The Doors, Frank Zappa og Bob Dylan. Men også emner som billedkunst, digtning, politik og film var i bladet.
Redaktionen bestod af blandt andet Erik Kramshøj, Peder Bundgaard, Birger Møller og Jan Sneum Også aktivisten Jan Michaelsen skrev i tidsskriftet.
.
Navnet Wheel fandt Birger Møller på, det kan symboliserer flere ting blandt andet plader der drejer rundt og livets hjul. Wheel har desuden hentydninger til Creams udgivelse Wheels of Fire og The Bands nummer This Wheel's On Fire fra LPen Music From Big Pink begge udgivelser fra samme år som bladet startede.